# Ingérop
Ingérop ist ein französischer Ingenieursdienstleister mit Sitz in Rueil-Malmaison. Das Unternehmen entstand 1992 durch die Fusion der Ingenieursgesellschaften INTER G und SEEE, die ihrerseits 1945 und 1962 gegründet wurden. Ingérop gliedert seine Geschäftsfelder in die Bereiche „Gebäude“, „Wasser & Umwelt“, „Energie & Industrie“ und „Stadtentwicklung und Transport“. Dienstleistungen werden entlang eines Bauprojektes angeboten und umfassen Projektmanagement, Beratung, Berechnung, Aufsicht und Belastungstests.
Im Jahr 2018 wurde ein Hacker-Angriff auf das Unternehmen bekannt. Neben persönlichen Informationen zu über 1200 Mitarbeitern und internen E-Mails konnte auch auf Pläne eines französischen Gefängnisses und eines geplanten Atommüll-Endlagers im lothringischen Bure zugegriffen werden. Datenpakete wurden anschließend durch den Eindringling oder die Eindringlinge im Internet veröffentlicht.
Die deutsche Unternehmenstochter Ingérop Deutschland GmbH hat ihren Sitz in München und kontrolliert ihrerseits die Töchter Codema international GmbH, EDR GmbH und MF Dr. Flohrer Beratende Ingenieure GmbH.